# ریم جونگ-سیم (کشتی‌گیر)
ریم جونگ-سیم (به کره‌ای: 림종심؛ زادهٔ ۲۵ آوریل ۱۹۹۴) یک کشتی‌گیر آزادکار اهل کره شمالی است.